# Römische Kreisgrabenanlage auf der Sparrenberger Egge

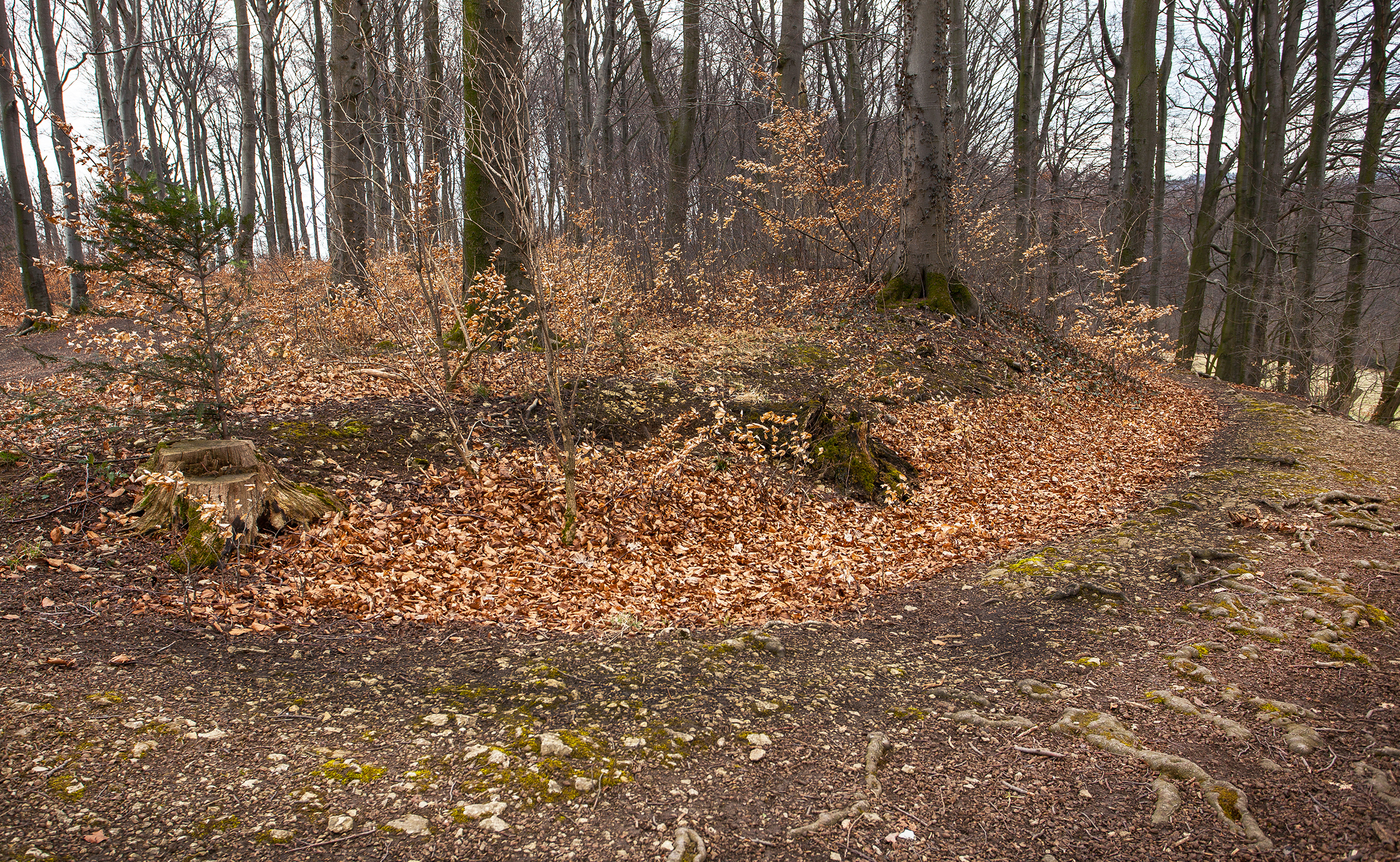
Überreste der römischen Kreisgrabenanlage

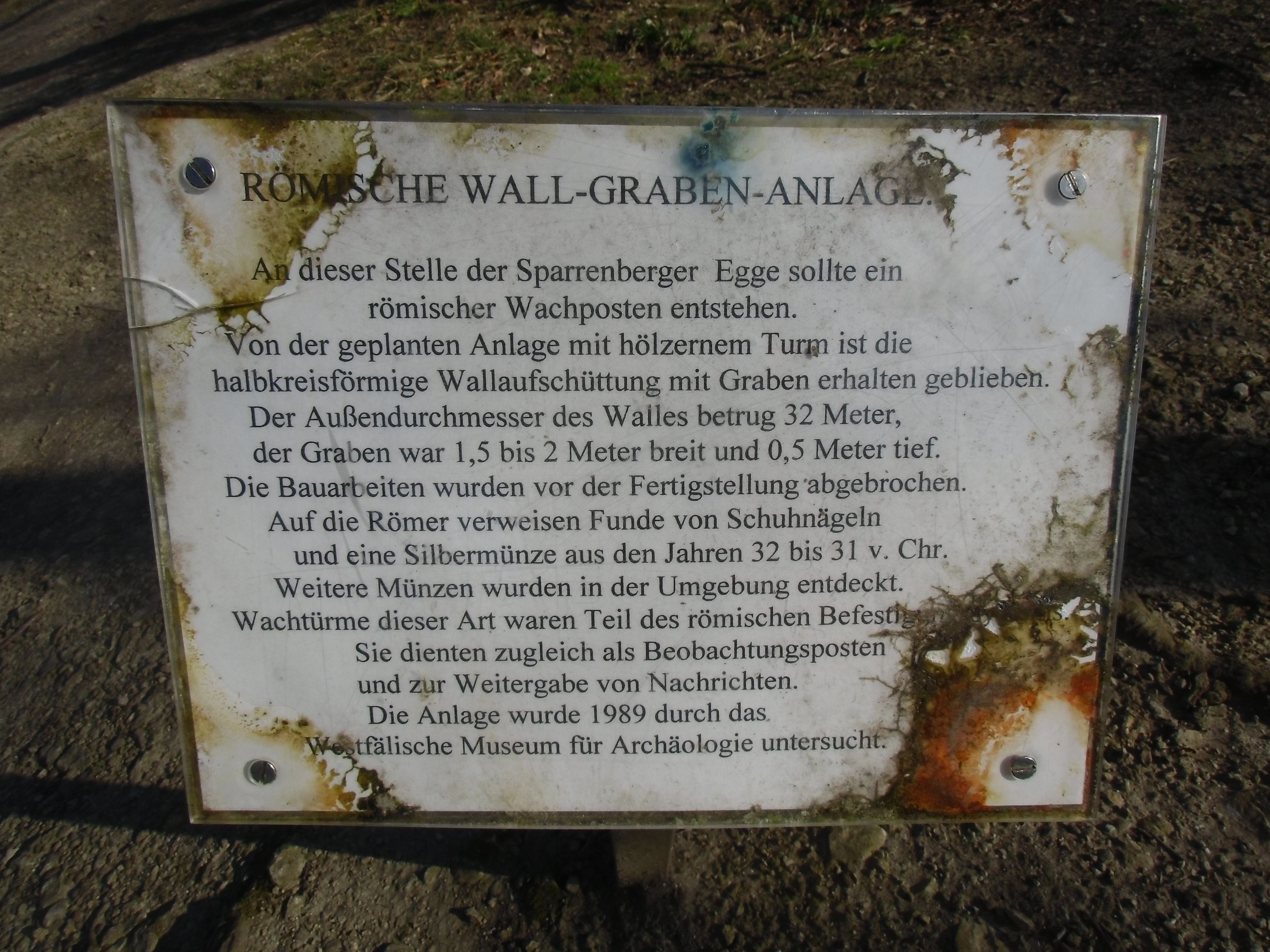
Info-Tafel vor Ort

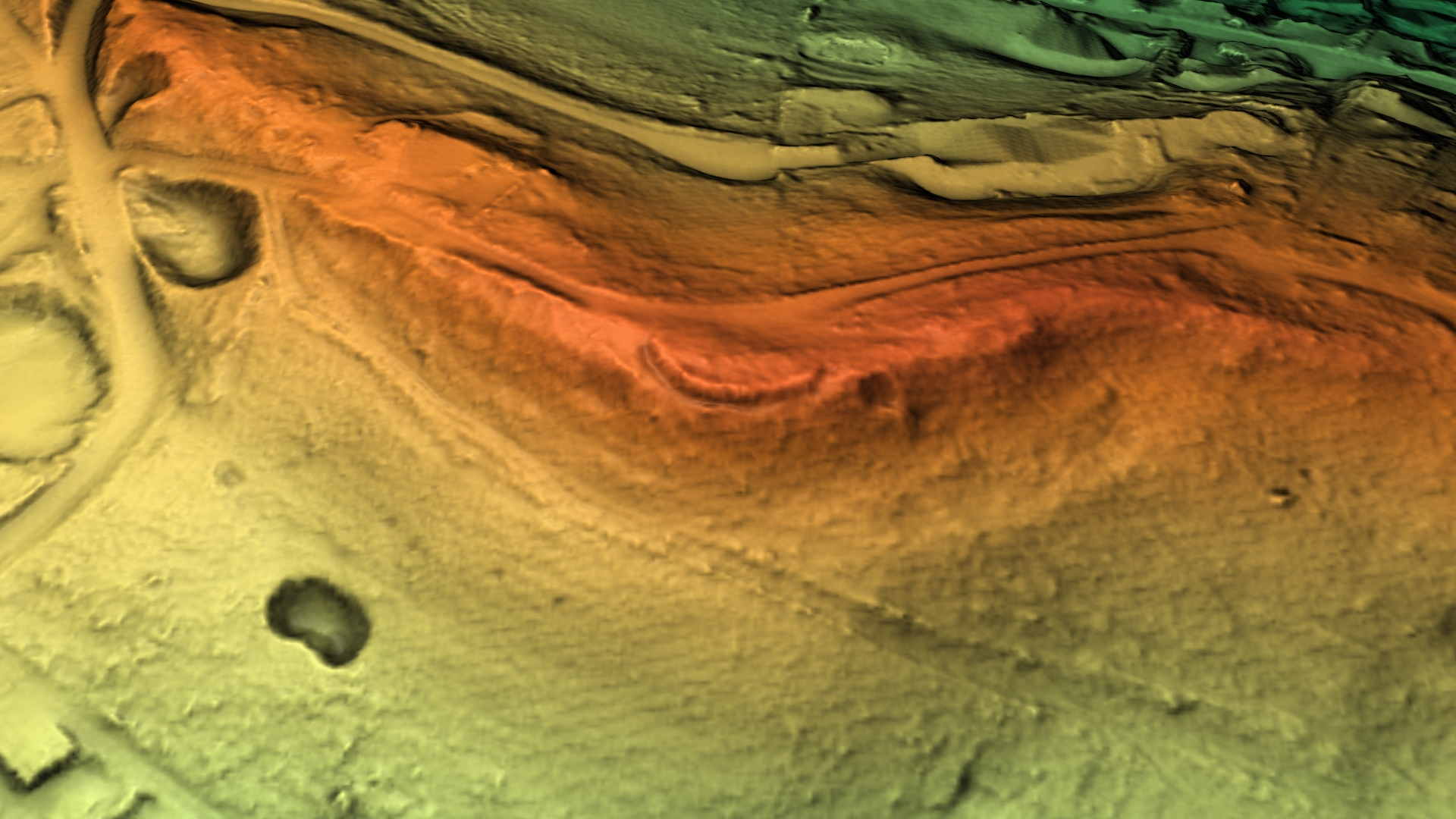
3D-Ansicht des digitalen Geländemodells

Die Römische Kreisgrabenanlage auf der Sparrenberger Egge sind die Überreste der Baustelle eines römischen Turms, vermutlich Signalturms, aus der Zeit der Römer in Germanien auf der Sparrenberger Egge in Bielefeld in Nordrhein-Westfalen. Zunächst wurde nahe dem Gasthof Brand’s Busch eine verdächtige Wallaufschüttung bemerkt, die 1989 näher untersucht wurde. Die Anlage hat einen Durchmesser von 32 m. Sie wurde nicht fertiggestellt. Die Wall-Graben-Umwehrung sollte den Turm umgeben. Innerhalb der Anlage gefundene Schuhnägel sowie eine Münze aus den Jahren 32/31 v. Chr. stammen wahrscheinlich von römischen Soldaten. Bis zur Entdeckung des römischen Marschlagers bei Sennestadt wurde hier in der Gegend unweit des Bielefelder Passes ein entsprechendes Lager vermutet.